# 弗洛里安·邁爾
弗洛里安·邁爾（Florian Mayer，1983年10月5日—），是一位已退役的德國职业网球运动员，单打最高排名世界第18。
邁爾曾經有二度打ATP巡迴賽事決賽，都是在波蘭華沙，在2005年敗給法國的加埃爾·蒙菲爾斯，2006年敗給俄羅斯的尼古莱·达维登科。
邁爾在大滿貫最好的成績是在2004年溫布頓曾打入八強。

## 外部連結
- 官方网站
- 弗洛里安·邁爾（英文/西班牙文）的官方資料
- 弗洛里安·邁爾的國際網球總會 職業／青少年 官方資料（英文）
- 弗洛里安·邁爾的官方資料（英文）

| 獎項        | 獎項                     | 獎項            |
| ----------- | ------------------------ | --------------- |
| 前任： 拿度 | ATP年度世界最佳新秀 2004 | 繼任： 蒙菲爾斯 |